# Argegno
Argegno – miejscowość i gmina we Włoszech, w regionie Lombardia, w prowincji Como.
Według danych na rok 2004 gminę zamieszkiwały 654 osoby, 163,5 os./km².